# Polytaenium chlorosporum
Polytaenium chlorosporum är en kantbräkenväxtart som först beskrevs av John T. Mickel och Joseph M. Beitel och som fick sitt nu gällande namn av Edmund H. Crane.
Polytaenium chlorosporum ingår i släktet Polytaenium och familjen Pteridaceae. Inga underarter finns listade i Catalogue of Life.